# 中国—南越关系
中國—南越關係（越南语：／*/?），是指中华人民共和国和越南南方各政权（包括越南共和国和越南南方共和国）之间的双边关系。

## 历史
1955年10月26日，越南共和国成立，随即获得在台湾的中华民国政府承认，双方建立外交关系。基于共同的反共意识形态，其后近二十年的时间里，双方关系良好。这一关系随着1975年4月30日越南共和国灭亡而终结。
而当时北京的中华人民共和国政府基于共同意识形态，只承认越南北方的越南民主共和国（以下简称北越）政府为代表整个越南的唯一合法政府，并称越南共和国政府为“伪政权”，视之为美国傀儡。除意识形态方面的冲突，中华人民共和国与越南共和国还在南海岛礁主权问题方面互相对抗，其后更是于1974年爆发了西沙海战，最终中国人民解放军海军获胜，所以中国控制整个西沙群岛至今。
越南战争期间，中华人民共和国政府始终对北越和越南南方民族解放阵线（以下简称越共）予以支持。1964年，越共在北京设立常驻代表团，享有外交代表机构地位。1969年6月8日，越共成立了“越南南方共和国临时革命政府”；14日，中华人民共和国承认越南南方共和国临时革命政府为代表越南南方的唯一合法政府。之后原越共驻华代表团升格为越南南方共和国驻华大使馆，阮文广担任第一任驻华大使，并于1969年7月1日递交国书；而中华人民共和国直到1973年才委任王若杰为驻越南南方共和国首任（亦是唯一一任）大使。
1976年7月2日，越南南方共和国与北越合并为越南社会主义共和国，作为主权独立国家的南越不复存在，中华人民共和国与越南南方共和国（以及中国与南越）的外交关系自然终止。